# 1994년 한국프로야구 포스트시즌
1994년 한국프로야구 포스트시즌은 10월 3일부터 10월 23일까지 열렸다.

## 준 플레이오프
해태와 한화가 준PO를 가짐(해태의 첫 준PO 출전)

### 1차전
- 10월 3일 - 광주무등경기장 야구장
- 중계: MBC TV + SBS TV

| 팀                                  | 1 | 2 | 3 | 4 | 5 | 6 | 7 | 8 | 9 | 10 | R | H | E |
| 한화 이글스                         | 1 | 0 | 0 | 0 | 1 | 0 | 0 | 0 | 1 | 1  | 4 | - | - |
| 해태 타이거즈                       | 0 | 0 | 2 | 0 | 1 | 0 | 0 | 0 | 0 | 0  | 3 | - | - |
| 승리 투수: 구대성 패전 투수: 선동열 |   |   |   |   |   |   |   |   |   |    |   |   |   |

### 2차전
- 10월 4일 - 대전한화생명이글스파크
- 중계: KBS 1TV[1]

| 팀                                                                              | 1 | 2 | 3 | 4 | 5 | 6 | 7 | 8 | 9 | R | H | E |
| 해태 타이거즈                                                                   | 0 | 0 | 0 | 2 | 0 | 0 | 0 | 1 | 0 | 3 | - | - |
| 한화 이글스                                                                     | 0 | 0 | 1 | 0 | 1 | 1 | 2 | 0 | X | 5 | - | - |
| 승리 투수: 이상목 패전 투수: 송유석 세이브: 구대성 홈런: 해태 – 김성한(4회 2점) |   |   |   |   |   |   |   |   |   |   |   |   |

## 플레이오프
한화와 태평양의 대결로 펼쳐졌으며 92년 이후 2년 만에 지방팀끼리의 플레이오프 경기였는데 88~92년에 이어 6번째였고 결과는 태평양의 3연승으로 마무리됐으며 만약 4차전까지 두 팀이 3승을 거두지 못하면 5차전을 잠실에서 개최할 예정이었으나 태평양의 3연승으로 좌절됐다.

### 1차전
- 10월 9일 - 숭의야구장
- 중계: KBS 1TV + SBS TV

| 팀                                                                                                 | 1 | 2 | 3 | 4 | 5 | 6 | 7 | 8 | 9 | R | H | E |
| 한화 이글스                                                                                        | 0 | 0 | 0 | 0 | 1 | 0 | 1 | 0 | 0 | 2 | - | - |
| 태평양 돌핀스                                                                                      | 0 | 2 | 0 | 0 | 2 | 3 | 0 | 0 | X | 7 | - | - |
| 승리 투수: 김홍집 패전 투수: 정민철 세이브: 정명원 홈런: 태평양 – 김경기(2회 1점), 하득인(5회 1점) |   |   |   |   |   |   |   |   |   |   |   |   |

### 2차전
- 10월 10일 - 숭의야구장
- 중계: MBC TV + SBS TV

| 팀                                                                                  | 1 | 2 | 3 | 4 | 5 | 6 | 7 | 8 | 9 | R | H | E |
| 한화 이글스                                                                         | 0 | 0 | 0 | 0 | 0 | 0 | 0 | 0 | 2 | 2 | - | - |
| 태평양 돌핀스                                                                       | 0 | 0 | 0 | 5 | 1 | 1 | 1 | 0 | X | 8 | - | - |
| 승리 투수: 정민태 패전 투수: 이상목 홈런: 태평양 – 김동기(5회 1점), 김경기(7회 1점) |   |   |   |   |   |   |   |   |   |   |   |   |

### 3차전
- 10월 12일 - 대전한화생명이글스파크
- 중계: SBS TV

| 팀 | 1 | 2 | 3 | 4 | 5 | 6 | 7 | 8 | 9 | 10 | R | H | E |
| 태평양 돌핀스 | 0 | 0 | 0 | 1 | 0 | 0 | 0 | 0 | 0 | 1  | 2 | 5 | - |
| 한화 이글스 | 0 | 0 | 0 | 0 | 1 | 0 | 0 | 0 | 0 | 0  | 1 | 4 | - |
| 승리 투수: 최상덕 패전 투수: 정민철 세이브: 정명원 홈런: 태평양 – 김갑중(4회 1점), 김경기(10회 1점) 한화 – 김상국(5회 1점) |   |   |   |   |   |   |   |   |   |    |   |   |   |

태평양은 최창호, 벼랑 끝에 몰린 한화는 구대성이 선발로 등판하였다. 태평양은 4회초 김갑중의 솔로 홈런으로 선취점을 올렸다. 한화는 5회말 김상국의 솔로 홈런으로 동점을 만들고, 9회까지 1:1로 경기가 팽팽하게 이어지다가 연장10회초 태평양은 김경기의 솔로 홈런으로 결승점을 얻으며, 3연승으로 팀 창단 최초, 인천 연고팀 최초로 한국시리즈에 진출하였다.

## 한국시리즈
태평양은 창단 첫 한국시리즈 진출을 이뤄내며 우승까지 노렸으나, LG에게 4연패를 당하며 준우승을 차지했다.

## 같이 보기
- 1994년 한국프로야구